# 포스트 러시아 자유 국가 포럼

포스트 러시아 자유 국가 포럼의 로고

포스트 러시아 자유 국가 포럼( - 自由 國家 - , 러시아어: Форум свободных народов Построссии Forum svobodnykh narodov Post-Rossii[*], 영어: Free Nations of Post-Russia Forum, FNRF)은 러시아의 반대 활동가, 지역 및 분리주의 운동, 외국 동조자들이 설립한 포럼이다. 러시아 연방의 해체를 위해. 폴란드에 등록되었다.
자체 성명에 따르면 포럼은 "러시아의 탈식민지화, 탈점령, 분권화, 탈푸틴화, 탈나치화 및 비군사화"를 위해 싸우는 것을 목표로 하고 있다. 일부 제안 국가에는 탈러시아화도 포함된다.
2023년 3월 17일, 이 포럼은 러시아에서 "바람직하지 않은 조직"으로 지정되었다.

## 같이 보기
- 프로메테우스주의